# أنغوس غون
أنغوس غون (بالإنجليزية: Angus Gunn)‏ (22 يناير 1996 المملكة المتحدة - ) هو لاعب كرة قدم بريطاني، يلعب كحارس مرمى.

## وصلات خارجية
أنغوس غون على موقع الاتحاد الأوربي (الإنجليزية)
- أنغوس غون على موقع قاعدة بيانات كرة القدم.إي يو (الإنجليزية)
- أنغوس غون على موقع ناشيونال فوتبول تيمز (الإنجليزية)
- أنغوس غون على موقع Soccerbase.com (لاعب) (الإنجليزية)
- أنغوس غون على موقع Soccerway.com (الإنجليزية)
- أنغوس غون على موقع عالم كرة القدم.نت (الإنجليزية)
- أنغوس غون على موقع AS.com (الإسبانية)